# Kurt Lauer (Musiker)
Kurt Lauer (* 11. Januar 1945 in Radolfzell am Bodensee, Deutschland) ist ein in Kreuzlingen, Schweiz, lebender Maler und Jazzmusiker.

## Leben
Lauer hat eine Ausbildung zum Vermessungstechniker abgeschlossen. Er malt seit 1958 und ging 1963 in die Schweiz. Seit 1974 ist er hauptberuflich als Kunstmaler tätig.

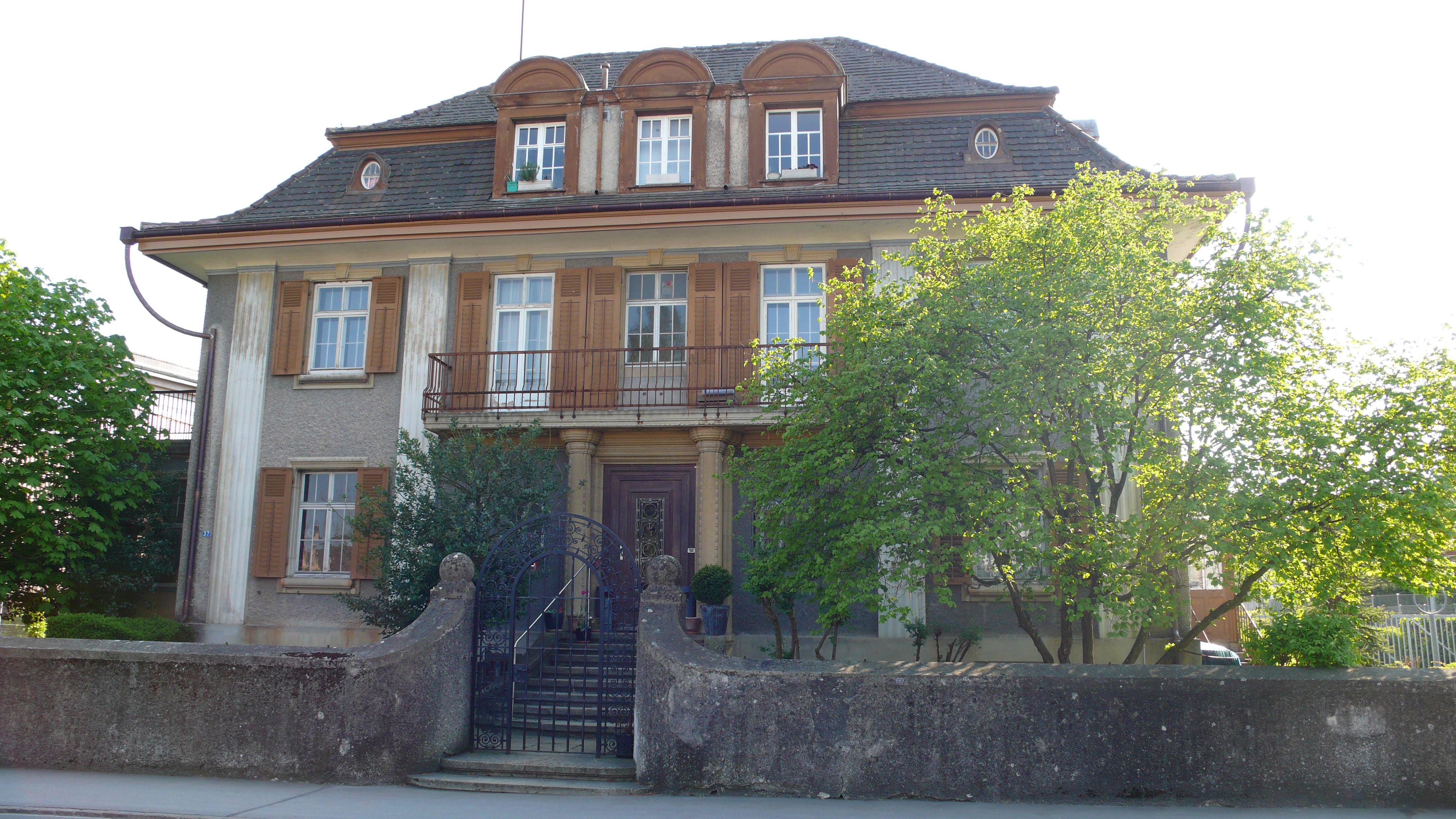
Villa Raichle

Seit Mai 1968 hatte er für mehrere Jahre ein kleines Atelier im Schloss Seeburg. Sein Atelier befindet sich nun seit vielen Jahren in der Villa Raichle. Ernst Hunkeler schrieb 2014 im St. Galler Tagblatt, dass seine Malerei von einem Laudator als «Lauerismus» bezeichnet wurde. Er fuhr fort, dass es im Prinzip eine Notlösung des Redners gewesen sei, «wenn auch eine geniale: Kurt Lauers Malerei lässt sich in keiner Schublade verstauen, sie ist einmalig – laueristisch eben.» Lauerismus ließe sich durchaus als Perfektionierung des Surrealismus verstehen.
Kurt Lauer spielte in den 1970er Jahren bei der Konstanzer Band Halleluja Ramblers Klarinette, die 1974 bei MPS Records ein Album veröffentlichte. Zusammen mit seinen Bandkollegen Daniel-Pierre Zwick (Klarinette, Saxophon) und Helmut Meier (Banjo) sowie mit Ralph Hirs (Baritonsaxophon) trat er auch mit seiner Kurt Lauer Saxo Group auf.
Er ist heute Bandleader, Klarinettist und Saxophonist der Swiss-German-Dixie-Corporation, welche im Jahr 1978 gegründet wurde. Der Fanclub der Swiss-German-Dixie-Corporation hat 1229 Mitglieder (Stand: 22. Juli 2018). In Kreuzlingen war er Mitgründer des Clubs «JazzMeile», dort von 2012 bis 2015 Präsident und jetzt Ehrenpräsident.

## Ehrungen
Zusammen mit Harry Tschumy zeichnete ihn die Stadt mit dem «Prix Kreuzlingen 2016» aus. Lauer und seine Bandmitglieder wurden zu Ehrenbürgern von New Orleans ernannt.

## Ausstellungen (Auswahl)
- 2010: «Fantastisches von Kurt Lauer», Galerie zur Alten Bank, Niederuzwil[11]
- 2014: Kunstschür, Stein am Rhein[12]
- 2014: «Lauerismus», Ausstellung der Kunstfreunde Markelfingen im Rathaus Markelfingen[13]
- 2015: «Lauerismus» – simply the best, Galerie der malzeit-werkstatt, Konstanz[9]
- 2016/17: Gemeindehaus Tägerwilen[14]
- 2018: Jubiläumsausstellung, Schloss Seeburg, Kreuzlingen[4]